# Скелет
Скелет (на гръцки: σκελετός, skeletos = „изсушено тяло“, „мумия“) в биологията е системата, обезпечаваща опора в живите организми. Практически скелетът е пасивната част от двигателния апарат на организма. В по-широк смисъл, небиологическите структури като мостове или здания също могат да имат скелет. Скелетът произхожда през филогенезата и се оформя в онтогенезата от съединителната тъкан или нейния предшественик мезенхима.
Скелетите обикновено се разделят на три типа: външни (екзоскелет), вътрешни (ендоскелет) и течни (хидростатичен скелет), въпреки че последният тип невинаги бива отнасян към скелетите заради отсъствието на твърди опорни структури. За пример на хидроскелет може да послужи образуванието във вид на запълнена с течност гастрална ивица у осемлъчевите полипи, която поддържа формата на полипа. Екзоскелетът е характерен за повечето безгръбначни, при които се среща като раковина (например при молюските) или кутикула при (хитиновата черупка на членестоногите). Характерна тяхна особеност е, че нямат клетъчни елементи. Ендоскелетът на гръбначните е образуван от хрущялни и костни тъкани. Скелетът представлява пасивната част на двигателния апарат, като подвижно свързаните кости и хрущяли се привеждат в движение от прикрепващите се за тях мускули. Прието е да бъде разделян на осев (гръбначен стълб, череп, гръден кош) и допълнителен (кости на крайниците). Към покривния скелет, наричан още външен скелет, exoskeleton спадат перата, люспита на краката и вроговената епидермисна човка при птиците и копитните капсули, ноктите, роговата капсула на рогата и космите.
За гръбначните животни са характерни две скелетни тъкани: хрущялна, textus cartilagineus и костна, textus osseus. Хрущялната тъкан е филогенетично по-стара от костната, затова се появява ембрионално преди нея. Костната тъкан е в количествено и функционално отношение основнта тъканна съставка на скелета.
Разделът от анатомията, който изучава скелетната система, включва в себе си науката за костите – остеология (osteologia), и науката за свързванията и съчленяванията – артрология (arthrologia). Науката за хрущялите се нарична хондрология (chondrologia). Хрущялът се явява единствения строителен материал и съставна част на скелета при някои животни (хрущялни риби).

## Функция на скелета
- Опорна. Служи като твърда основа на тялото, към която се прикрепват директно или косвено меките му съставки – мускули, вътрешни органи, съдове, нерви и други. С това скелетът определя външната форма и размерите на тялото.
- Двигателна. За скелета се залавят мускули, които в резултат на контракция привеждат организма в движение. Поради особеното разположение, най-вече в областта на крайниците, костите изпълняват ролята на лостове, които осъществяват придвижването на тялото в пространството. Имат способността да пружинират и да намаляват сътресенията при движението.
- Защитна. Скелетът образува кухини и канали, в които се поместват вътрешните органи. Такива са главен и гръбначен мозък, бял дроб, сърце, черен дроб и други.
- Минерално депо за организма. Поради голямото количество микроелементи костите на скелета могат да компенсират известна част от загубите на минерални вещества от организма.
- Кръвотворна. В тръбестите кости се помества костния мозък, който произвежда кръвни елементи. С напредване на възрастта костният мозък се видоизменя и постепенно се превръща в резервно депо за мазнини.

## Екзоскелет
Екзоскелета е втвърдена външна обвивка, най-често срещана при безгръбначните животни, която има функцията да защитава меките тъкани и органи на тялото. Някои типове екзоскелетни обвивки през определени периоди се събличат при линеенето на животните. Това става когато тялото на животното нараства и е нужна смяна на телесната покривка. Такъв тип екзоскелет се наблюдава при редица членестоноги, като например насекомите и ракообразните.
Екзоскелетът е изграден от различни материали и се класифицира по доминиращия тип вещество – например хитин (при членестоногите), калциеви съединения (корали и мекотели) или силикати (диатомови водорасли и радиоларии).
Екзоскелетът при насекомите има защитна функция, но освен това служи и като опорна точка за закрепването на мускули, както и за водонепропусклива преграда предотвратяваща загубата на вода, а също така и като сетивен орган за анализиране на околната среда. Екзоскелетът при мекотелите притежава всички тези функции с изключение на сетивната.
Външната скелетна обвивка, може да бъде относително тежка в сравнение с общата маса на животното, затова сухоземните организми с екзоскелет са сравнително малки. Водните организми с екзоскелет са значително по-големи, тъй като теглото под вода е значително намалено (например в резултат на архимедовата сила и други). Така например, мидата Tridacna gigas, която обитава водите на тихия и индийския океан достига гигантски размери, както на тегло (200 kg), така и на дължина (1,2 m).

## Ендоскелет
Ендоскелетът е структура, разположена във вътрешността на тялото, но осигуряваща опора за тъканите и органите. Такъв тип скелет е типичен за гръбначните животни, където минерализирани тъкани (кости) осигуряват опората на животното, а комбинацията от всички кости се означава като скелет. Ендоскелетната организация варира по сложност и функционалност. При водните гъби ендоскелетът е единствено с опорна функция, а при по-сложно изградените животни е и място за залавяне на мускулите на тялото. Същинският ендоскелет е образувание на мезодермата и типични представители с такъв тип скелет са иглокожите и хордовите животни. Редица кости имат вторичен кожен произход. Такива са отделни кости на черепа и лицето, зъбите, костните рогови израстъци и други. Други кости като сезамовидните вторично се минерализират и са фактически част от друг орган. В някои органи се намират костни образувания, които изпълняват спомагателна роля при изпълняване на строго специфични функции. Те принадлежат към т.нар. „висцерален скелет“. Към него се отнасят рилната кост при представителите на семейство Свини, пенисната кост при редица видове бозайници както и костите в сърцето на някои от представителите на семейство Кухороги.
Скелетът при гръбначните или т.нар. скелетна система (systema skeletale) представлява морфологично цяло, в която освен костите включва и свързванията между тях (стави, ставни връзки, хрущяли). Поради това, че костите заемат основния дял от системата често неточно под скелет се разбира костната част, от която той е съставен. При гръбначните животни скелетът условно се подразделя на две основни части:
- Осев скелет (skeleton axiale). Включва костите на главата, гръбначния стълб и гръдния кош. Това е основата на тялото и някои големи телесни кухини – черепна, носна, устна, гръдна, в които се поместват основните органи на организма. Осевият скелет предоставя и голяма площ за залавянето на скелетни мускули осъществяващи придвижването на тялото.
- Добавъчен скелет (skeleton appendiculare). Включва костите на поясчетата и крайниците. В зависимост от мястото, което заемат, костите на крайниците се подразделят на кости на гръдния крайник (ossa membri thoracici) и кости на тазовия крайник (ossa membri pelvini). Всеки крайник от своя страна е образуван от крайников пояс (cingulum membri) и скелет на крайника (skeleton membri).

Черепът от своя страна се дели на мозъчен и лицев дял, които функционално и анатомично проявяват разлики. Не всички кости обаче могат да бъдат причислявани към определен дял от черепа. На границата между двата дяла лежат кости участващи със свои части в двата отдела на черепа.

### Ендоскелет при водните гъби
Ендоскелетът при водните гъби е съставен от микроскопични варовикови или силициеви твърди структури, наречени спикули. Скелетът се намира в мезоглеята. Водните гъби от клас Demospongiae, който включва около 90% от всички водни гъби имат разнообразен ендоскелет. При тях спикулите са изградени или от фибри на белтъка спонгин, или от силикатни минерали, или от комбинация от двете. Когато са налице спикули от неорганични материали, формата е различна от тази при представителите на клас Hexactinellida .

### Ендоскелет при главоногите
Филогенетично главоногите са вероятно най-древната група при която се диференцира хрущялна тъкан. Тя възниква с цел защита на концентрираните нервни клетки в областта на главата. Хрущялният скелет представлява капсула или пръстен, обхващащ церебралните ганглии и окологлътъчната нервна маса. От капсулата продължават израстъци защитаващи очите и статоцистите. Отделни хрущялни маси се откриват и в основата на пипалата.

### Ендоскелет при иглокожите
Скелетът при иглокожите, които включват например морските звезди, е изграден от калцит и малки количества магнезиев оксид. Той лежи под епидермиса в мезодермата и се формира от специализиран тип клетки в нея. Структурата на скелета е порьозна, което води до намаление на теглото, но същевременно е здрава за добра опора на тялото. Всъщност, целия скелет представлява обединение на много малки осици (костни плочки), което позволява нарастване на животното в почти всички посоки и лесно възстановяване на повредени части. Свързани със стави, отделните големи сегменти на скелета могат да се движат с помощта на мускулите на тялото. По външната страна на тялото има множество варовикови игли стърчащи в радиална посока. Те се образуват от скелетните пластинки. При различните таксоночични групи скелетът и скелетните пластинки са устроени по различен начин. Варовиковите игли изпълняват защитна функция, а при морските таралежи и двигателна. При някои видове допълнително се наблюдават образувания, наречени педицеларии. Това са изменени игли, които на върха си са устроени подобно на щипка. Тяхната функция е защитна, но служат и за почистване на тялото от полепнали по него предмети.

### Ендоскелет при хордовите животни
При хората и при повечето гръбначни, основният скелет е изграден от кости. Друг важен компонент са и хрущялите. При бозайниците, хрущялните тъкани се разполагат около ставните сегменти. При други животни, като например хрущялните риби, целият скелет може да е изграден от хрущяли.
Костите, освен със своята опорна функция, представляват и депо за калций и фосфор (под формата на фосат), които при необходимост могат да се използват от организма.

#### Риби
Скелетът на рибите е или изграден изцяло от хрущяли (хрущялни риби) или от кости (костни риби). Отличителна черта на скелета при рибите е наличието на кости или хрущяли в перките с изключение на опашната перка. Тези кости в перките не са свързани пряко с гръбначния стълб и се поддържат от мускули.
При хрущялните риби гръбначният стълб е изграден от амфицьолни прешлени (с длъбнатина в предния и задния край). В средата им минава канал, в който е поместена хордата. Тялото на прешлена има по чифт гръбна и коремна дъга. В канала на гръбните дъги преминава гръбначния мозък, а коремните дъги се съчленяват с ребра. Черепът е разделен на мозъчна и лицева част. Нечифтните плавници имат пръчковидни хрущяли, свързани с мускулатурата и тънки лъчи от рогово вещество. Чифтните плавници са разположени в предния и тазовия пояс. Техните хрущяли съответно са разположени зад хрилете и пред клоаката. Коремните плавници са свързани в основата си. При мъжките във вътрешните си краища коремните плавници имат пръчковидно образувание с улей, който служи като копулационен орган.
При костните риби много от костите на мозъчния череп запазват хрущялния си състав. Лицевият череп е изграден от хрущялни или вкостени дъги – челюстни, подезични и пет двойки хрилни дъги. Върху последните са разположени четири чифта хриле. Петата хрилна дъга носи гълтачните зъби. Осевият скелет е изграден от прешлени. Отново имат гръбни и коремни дъги. В опашната част, където няма ребра в канала образуван от коремните дъги са поместени кръвоносни съдове, превръщайки го в т.нар. хемален канал.

#### Земноводни
Земноводните имат плосък череп и скелет, който често е редуциран. Така например, повечето видове, най-вече много жаби, нямат същински ребра. Докато жабите имат от 5 до 9 гръдни прешлена, при саламандрите броят им е между 30 и 100. Тези разлики са свързани и с размера на животните. При ларвите черепът е хрущялен, а при възрастните постепенно вкостенява, но въпреки това се запазват хрущялни участъци. Зъби има по горната, долната челюст и небцето. При земноводните, които имат зъби те са малки и без корени, прикрепени към челюстта или небцето и постоянно се обновяват. При много видове липсват. Гръбначният стълб се дели на 4 дяла: шиен, трупен, кръстцов и опашен. Гръбначните прешлени варират от 7 при жабите до 200 при безкраките земноводни. Шийният прешлен е само един, наречен атлас и осигурява движение на главата нагоре и надолу. Към трупните прешлени се залавят ребра, които липсват при безопашатите земноводни. Ребрата не достигат гръдната кост и не образуват гръден кош. Кръстният прешлен е един и той осъществява връзката с тазовия пояс. При безопашатите земноводни опашните прешлени са слети в една кост наречена уростил. Чифтните крайници представляват система от лостове, свързани подвижно. Предният пояс се състои от лопатка, ключица и коракоид. При опашатите земноводни ключицата липсва, а при безкраките поясчетата не са развити. При безопашатите земноводни лъчевата и лакетната кост са сраснали. Задното поясче е съставено от тазова, седалищна и хрущялна срамна кост.

#### Влечуги
При влечугите грубовлакнестата костна тъкан, характерна за земноводните, се заменя с по-здравата тънковлакнеста. Това способства за намаляване на теглото на костите и повишава подвижността на тялото. Черепът е вкостен в значително по-голяма степен в сравнение със земноводните. Единствено обонятелната капсула и слуховата област са изградени от хрущял. Слуховата област е съставена само от една кост наречена проотикум. Нова е и слъзната кост, която липсва при земноводните. За първи път при гущерите и крокодилите се появява твърдо небце. Лицевата и мозъчната част на черепа се залагат отделно в ембрионалното развитие, но по-късно се свързват в общо анатомично образувание. В състава на черепа освен първичните кости, които нормално го изграждат се включват и допълнителни кожни пластинки, които вторично вкостяват. Гръбначният стълб е разделен на четири основни части: шийна (на латински: pars cervicalis), гръдно-поясна (pars thoracolumbalis), кръстна (pars sacralis) и опашна (pars caudalis). Броят на прешлените варира при различните видове. Средният им брой е 50 — 80, но при змиите могат да достигнат до 140 — 435. Шийните прешлени са от 7 до 10 като първите два са атлас и епистрофей. Вторият се появява за първи път в еволюцията на гръбначните животни и прави възможно движението на главата наляво и надясно. При някои влечуги от последните три прешлена излизат чифтове шийни ребра. Гръдно-поясният отдел на гръбначния стълб е съставен от 16 до 25 прешлена като от всеки от тях излиза чифт ребра. Първите няколко чифта ребра заключват пространството на гръдния кош, който липсва при змиите. Гръдната кост е образувана от срастването на коремните части на няколко предни двойки ребра. Кръстната част на гръбначния стълб е представена само от два прешлена, които посредством издатъци се свързват с таза. Опашният отдел е съставен от няколко десетки постепенно намаляващи по размер прешлени, които към края на опашката съвсем изтъняват в миниатюрни костици. При някои групи влечуги се наблюдават характерни отличия в устройството на гръбначния стълб. При змиите той видимо се дели само на две части – туловищна и опашна. При костенурките туловищната част на гръбначния стълб е сраснала с панцира и го прави неподвижен. Раменният пояс е свързан с гръдната кост. Предното поясче е вкостено. Единствено при лопатката се наблюдава хрущялна супраскапула. Тазът е съставен от три чифтни кости свързани неподвижно помежду си. Крайниците са устроени подобно на тези при земноводните. Предните крайници са съставени от раменна кост, подмишница и длан с пръсти, а задните от бедро, подбедрица и ходило с пръсти. Пръстите накрая си имат нокти.

#### Птици
Скелетът при птиците е силно адаптиран за полет. Скелетът е изграден от кости, които са едновременно много леки, но и здрави, за да могат да издържат на напрежението при излитане, летене и кацане. Това е станало възможно благодарение на тяхната пневматичност. Пневматизацията засяга най-често черепните кости, раменната, коракоида и гръдната кости, таза и прешлените. Лопатката, ключицата и бедрената кост рядко са пневматизирани. Плоските кости имат гъбеста структура, която им придава голяма здравина, без да се увеличава теглото им. Тръбестите кости са с тънки стени, а празнините им са изпълнени с въздух и отчасти с костен мозък. Така скелетът е здрав и олекотен като представлява едва 8 до 18% от теглото на тялото. Друга от адаптациите при птиците е сливането на кости, което намалява общия брой кости в скелета и го прави по-здрав. Птиците нямат челюстни кости и зъби, а за сметка на това имат клюн, който е значително по-лек. Спонгиозната кост е широко разпространена по целия скелет.
Черепът е кръгъл и при повечето от видовете очните кухини са с относително големи размери, като изключение прави кивито, което има малки очни кухини и като цяло не разчита на зрението си. Съставен е от кости с гъбеста структура, срастнали са и с напредване на възрастта границите помежду им постепенно изчезват. Мозъчната кухина е с увеличен обем в сравнение с влечугите. Гръбначният стълб е от пет отдела: шиен, гръден, поясен, кръстцов и опашен. Шийните прешлени са изключително подвижни и са на брой от 11 до 25. Гръдните прешлени са почти винаги срастнали в обща неподвижна кост. Поясните и кръстцовите кости са от 11 до 14 на брой и срастват още в етапа на зародишно развитие (ос синсакрум). Опашните прешлени са също срастнали в обща кост – пигостил, който е опора на кормилните пера. Друга особеност е, че горната част на човката е подвижно свързана с черепа, по което се различават от влечугите и бозайниците. Типично за летящите птици е наличието на добре развита гръдна кост (често се нарича „кил“). Тя представлява почти четириъгълна костна плоча с изпъкнала външна и вдлъбната вътрешна повърхност. За нея се захващат силните гръдни мускули, взимащи дейно участие в летенето. Ключиците срастват във вилка като смекчават тласъците при замахването на крилата. Предните крайници са видоизменени в криле и понякога са вторично закърнели. Крилете служат най-често за летене, но при някои видове са изменени вторично в „перки“ (пингвини и др.), хватателни крайници (хоацин) или са закърнели в различна степен (ему, киви, щраус, изчезналия додо и други). Някои видове птици използват крилете си едновременно за плуване и за летене (воден кос). Раменната кост има плоска главичка, която ограничава движението в раменната става и придава устойчивост на крилата при летене. Костите на китката и дланта се сливат в обща кост. Пръстите са силно редуцирани. Задните крайници варират значително по форма, размери и предназначение. Броят на пръстите варира от 2 (щраус) до 4 (5 при някои породи домашни птици). Първият пръст, ако го има, е разположен по-високо от останалите и е обърнат назад (често се нарича „щпора“), четвъртият също при някои видове е обърнат назад (папагали, кълвачи), пети липсва. Водоплаващите птици имат кожна мембрана, свързваща някои или всички пръсти (патици, пеликани), или кожни разширения на самите пръсти. Краката могат да служат за бягане, като при щрауса, за плуване (сем. Патицови и др.), за оръжие срещу съперниците в размножителния период (Кокошоподобни), за лов (Ястребови) и други.

#### Бозайници
Черепът е изграден от по-малък брой кости в сравнение с останалите гръбначни. Това се дължи на филогенично сливане на някои кости. Обемът на черепната кутия обаче се запазва или увеличава. В средното ухо има 3 слухови костици, зъбите са хетеродонтни и са разположени в алвеоли. Гръбначният стълб се дели на пет части: шиен, гръден, поясен, кръстцов и опашен дял. Единствено при китообразните кръсцовата кост е редуцирана и липсва. Шийните прешлени винаги са седем на брой. Изключение от това правило са ламантините и двупръстите ленивци, които са с по 6 шийни прешлена и трипръстите ленивци притежаващи девет. При жирафите те са силно удължени, а при китообразните са много къси. Гръдните прешлени варират от 9 до 24, поясните са от 2 до 9, кръстцовите от 4 до 10 прешлена. Най-голяма разлика в броя им има при опашните прешлени. Те биват от 3 (при някои маймуни и човека) до 49. Ребрата се залавят само за гръдните прешлени като отпред се съединяват с гръдната кост. Последната е плоска, а само при бозайниците с мощни предни крайници като прилепи и ровещи бозайници е с развит гребен. Известна част от ребрата не достигат до гръдната кост и завършват свободно като остават плаващи. Двигателният скелет на предните крайници започва с две големи плоски кости наречени лопатки и две ключици. Имат развита коракоидна кост, която е силно редуцирана или е част от лопатката. Ключицата позволява на животните да завъртат крайника в различни посоки. Особено добре са развити при бозайници водещи дървесен начин на живот и ползващи предните крайници за залавяне по клоните. При копитните бозайници ключицата е напълно редуцирана, а при други като гризачи и хищни бозайници е редуцирана до минимални размери или представлява костна следа на раменната кост. Тазът е представен от сливането на три чифтни кости (слабинна, лонна и седалищна кост), плътно срастнали помежду си. Единствено при китоподобните тазът е напълно редуциран. Скелетът на крайниците е изграден на типичната схема на петпръстов крайник. Отделните кости варират по форма и големина, а броят на пръстите е редуциран.

##### Човек
Скелетът на възрастен човек е съставен от 206 кости. С раждането му обаче костите наброяват около 270. Това се дължи на факта, че същите постепенно се уплътняват и свързват помежду си като образуват общи кости, които укрепват тялото. Такива са костите на черепа, таза, гръбначния стълб и други. Най-голямата кост в човешкото тяло е бедрената, а най-малката е стремето, намираща се в средното ухо.
По своето устройство човешкият скелет е сходен с това на бозайниците. В процеса на еволюцията на вида обаче в резултат на изправеното ходене са настъпили характерни изменения. Гръбначният стълб е добил форма на разтегнато двойно „S“ с 4 извивки и е гъвкав пружиниращ стълб. По-силното развитие на главния мозък и по-слабото развитие на челюстите са довел до изменения в съотношението между мозъковия и лицевия череп. Гръдният кош е сплескан отпред назад. Костите на долните крайници са се удължили и заякнали. Ходилото е добило своеобразна форма. Тазовите кости образуват здрава опора на трупа с долните крайници. Трудовата дейност е допринесла за голямо изменение на горните крайници. Костите им са се скъсили, дланите са се разширили, а подвижността на ставите се е увеличила като е позволило и палецът да се противопоставя свободно на другите пръсти.

## Цитоскелет
Различните клетки при еукариотните организми притежават различна характерна форма и сложен вътрешен строеж. Способни са да изменят формата и разположението на органелите, а в някои от случаите и да се придвижват от едно място на друго. Всички тези способности на клетката се дължат на развита мрежа от белтъчни нишки, които образуват своеобразен скелет на клетката.
Двата най-важни белтъчни елемента на цитоскелета са актиновите филаменти и микротръбиците. Всеки от тях се състои от глобуларни белтъчни субединици, които могат леко да се съединяват и разединяват помежду си. В цитоскелета на клетките на повечето животни има и трети тип, които по своята дебелина заемат междинно положение и поради тази причина се наричат междинни филаменти. Те се състоят от фибриларни белтъчни субединици и са много по-стабилни от останалите два. Към устройството на цитоскелета влизат и други спомагателни белтъци, които или свързват филаментите едни с други, или цитоскелета с други клетъчни структури (например плазмолемата). Могат да влияят и на степента на полимеризация на филаментите. Специфичните комплекси на спомагателните белтъци взаимодействат с белтъчните филаменти и осигуряват процесите на движението. За мускулното съкращение са отговорни актиновите филаменти, а подвижността на ресничките и камшичетата зависи от функцията на микротръбичките. Въпреки че в тези движения участват различни белтъчни молекули, принципът на движението е един и същ. То е свързано с хидролизата на АТФ и е основано на принципа на хлъзгането на белтъчните молекули една към друга.
Сред най-важните белтъчни влакна на цитоскелета са актиновите нишки и микротубулите. Вероятно те са възникнали на много ранен етап в еволюцията, тъй като се срещат при всички еукариотни клетки в практически неизменен вид.